# بادبان‌انگشتان
بادبان‌انگشتان(نام علمی: Istiodactylidae) نام یک تیره از راسته پتروسور است.